# 543e division de grenadiers
La 543e division de grenadiers (en allemand : 543. Grenadier-Division ou 543. GD) est une des divisions d'infanterie de l'armée allemande (Wehrmacht) durant la Seconde Guerre mondiale.

## Historique
La 543e division de grenadiers est formée le 10 juillet 1944 comme Sperr-Division 543 sur le Truppenübungsplatz (terrain de manœuvre) de Münsingen dans le Wehrkreis I en tant qu'élément de la 29. Welle (29e vague de mobilisation).
Elle est absorbée par la 78. Stürm-Division le 18 juillet 1944.

## Organisation

### Commandants
| Date                           | Grade           | Commandant   |
| ------------------------------ | --------------- | ------------ |
| 23 juillet 1944 - 12 août 1944 | Generalleutnant | Karl Löwrick |

## Théâtres d'opérations
- Allemagne : Juillet 1944

## Ordre de bataille
- Grenadier-Regiment 1079
- Grenadier-Regiment 1080
- Grenadier-Regiment 1081
- Artillerie-Regiment 1543
  - I. Abteilung
  - II. Abteilung
  - III. Abteilung
  - IV. Abteilung
- Panzerjäger-Bataillon 1543
- Füsilier-Bataillon 1543
- Nachrichten-Bataillon 1543
- Pionier-Bataillon 1543
- Nachschubtruppen 1543